# Espinho (Mangualde)
Espinho ist eine Gemeinde (Freguesia) im portugiesischen Kreis Mangualde. In ihr leben 951 Einwohner (Stand 19. April 2021).